# رکوئردا
رکوئردا (به اسپانیایی: Recuerda) یک دهستان در اسپانیا است که در سریا واقع شده‌است.

## خصوصیات
رکوئردا ۶۶ کیلومترمربع مساحت و ۱۱۳ نفر جمعیت دارد.